# Стрільська
Стрі́льська (рос. Стрельская) — присілок у складі Опарінського району Кіровської області, Росія. Адміністративний центр Стрільського сільського поселення.
Населення становить 212 осіб (2010, 216 у 2002).
Національний склад станом на 2002 рік — росіяни 100 %.